# Túnel d'Horta
El túnel d'Horta és un antic projecte de perforació de la serra de Collserola per construir una sortida per carretera fins al Vallès. Aquest projecte mai no fou executat i actualment s'ha recuperat el projecte però com a túnel ferroviari per connectar Barcelona i Cerdanyola del Vallès perllongant la línia Llobregat-Anoia fins a connectar la línia Barcelona-Vallès o bé una línia independent línia Poblenou-UAB amb connexió amb la del Vallès a la Universitat Autònoma de Barcelona.
El túnel d'Horta és un antic projecte viari previst pel Pla General Metropolità (PGM) de l'any 1976 que havia d'unir el barri d'Horta (Barcelona) amb Cerdanyola del Vallès a través d'una autovia de dos carrils per sentit travessant la Serra de Collserola. S'havia previst que del 10% del traçat el 45% seria soterrat i que podria suportar una mitjana de 20.000 vehicles.